# 查尔斯·汤斯
查爾斯·哈德·湯斯（英語：Charles Hard Townes，1915年7月28日—2015年1月27日），生于美國南卡罗来纳州格林维尔，美国物理学家，激光的发明者之一。
让汤斯闻名的是激微波的理论和应用，其中他得到了根本性的专利，并与激微波和激光两种设备连接量子电子学等工作。1964年，汤斯和巴索夫和普罗霍罗夫分享同获了诺贝尔物理学奖。1967年起，他担任加州大学伯克利分校教授直至退休。

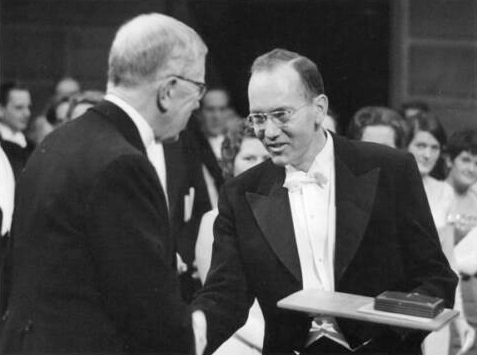
汤斯（右）接受1964年的诺贝尔物理学奖

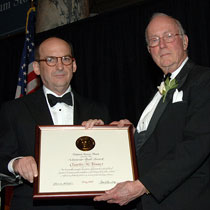
汤斯（右）接受2006年的萬尼瓦爾·布希獎

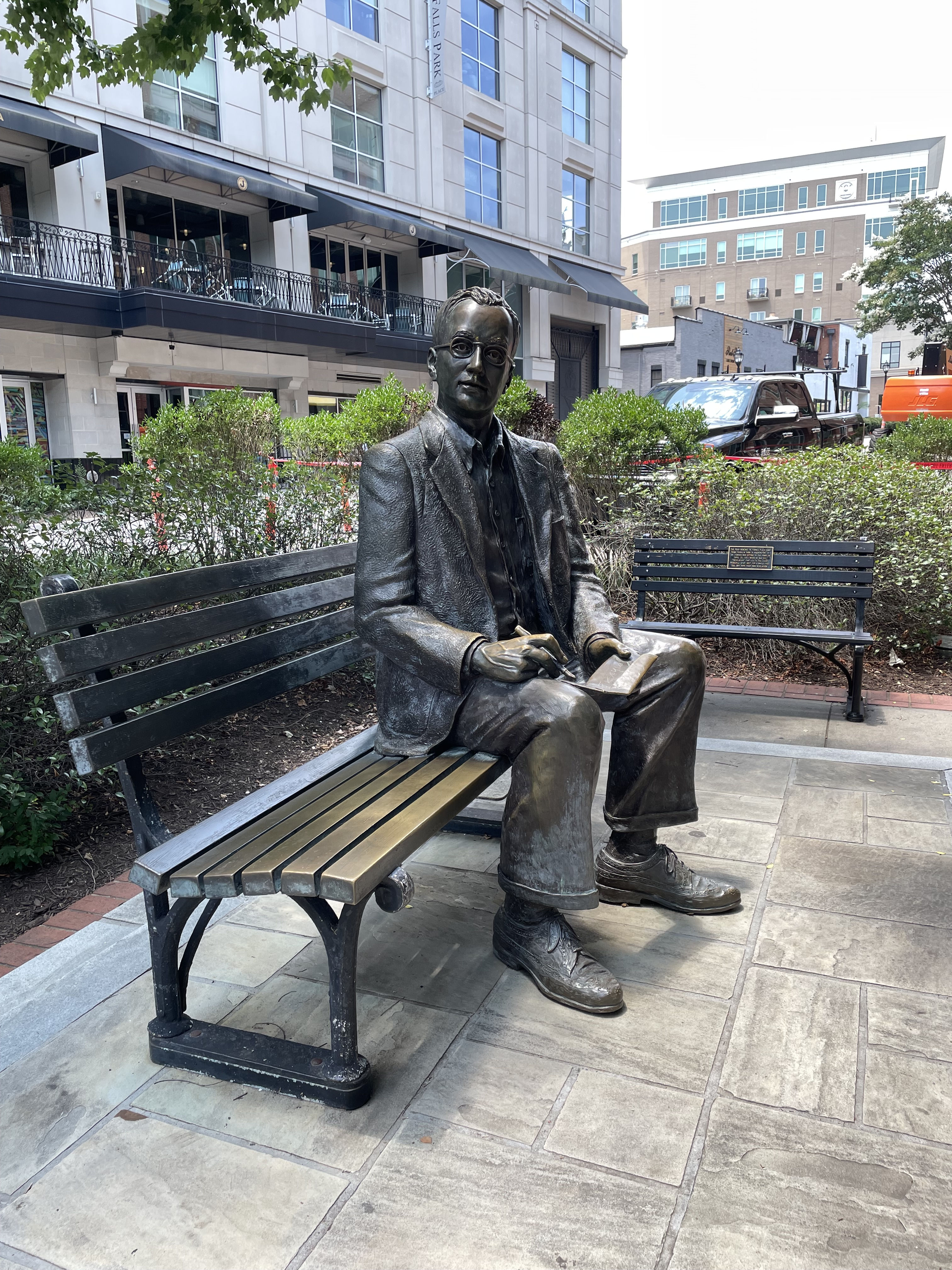
查尔斯·汤斯的雕像，位於南加州格林威爾市南大街與瀑布公園路交會處 – 汤斯的出生地

湯斯是美國政府的顧問，曾與從哈里·S·杜鲁门（1945年）到比尔·克林顿（1999年）的每一任美國總統會面。他指導美國政府的科學與技術諮詢委員會進行阿波羅登月計畫。1967年成為加州大學柏克萊分校教授後，他開始了一項天體物理計劃，該計劃產生了多項重要發現，例如銀河星系銀心的黑洞。